# Йота (ураган)
Ураган Йота (англ. Hurricane Iota) — мощный атлантический тропический циклон 4 категории, произошедший в ноябре 2020 года. Второй по силе ураган, произошедший в ноябре, за всю историю наблюдений (первым был ураган 1932 года на Кубе).
Йота нанесла серьёзный ущерб районам Центральной Америки, уже пострадавшим от урагана Эта всего за две недели до этого. Тридцать первый тропический циклон, тридцатый шторм, тринадцатый ураган и шестой крупный ураган рекордного сезона атлантических ураганов 2020 года, Йота возникла как тропическая волна, которая переместилась в восточную часть Карибского бассейна 10 ноября. В течение следующих нескольких дней, волна стала более организованной и к 13 ноября превратилась в тропическую депрессию к северу от Колумбии. Через шесть часов депрессия переросла в тропический шторм Йота. Первоначально на шторм повлиял некоторый сдвиг ветра, но перемещение центра и ослабление сдвига позволило Йоте быстро превратиться в ураган 15 ноября, после чего он подвергся взрывной интенсификации, став ураганом 5-й категории на следующий день. Таким образом, 2020 год стал пятым подряд сезоном ураганов в Атлантике с 2016 года, в котором был отмечен хотя бы один ураган 5-й категории. После небольшого ослабления, Йота обрушился на северо-восток Никарагуа как ураган категории 4, став самым сильным зарегистрированным ураганом, который обрушился на берег в Никарагуа в ноябре. Затем Йота быстро ослабла по мере продвижения вглубь суши, а затем рассеялась 18 ноября.
Волна-предвестник Йоты вызвала внезапные наводнения на большинстве островов Карибского бассейна. Первые предупреждения и наблюдения за тропическим циклоном были выпущены 14 ноября в Колумбии, Никарагуа и Гондурасе, причем две последние страны все ещё восстанавливаются после урагана Эта. Сильные дожди, связанные с тропической волной и Йотой, вызвали ливни в некоторых частях Колумбии, что привело к внезапным наводнениям и оползням. Чрезвычайно сильный дождь выпал на большую часть территории Никарагуа. Сели вызвали обширный ущерб и несколько смертей. По меньшей мере 61 человек был убит из-за Йоты, в том числе не менее 28 в Никарагуа и 16 в Гондурасе, среди других стран. Общий ущерб от урагана все ещё подсчитывается, но предварительная оценка ущерба в Никарагуа составляет 564 миллиона долларов США в этой стране.

## Метеорологическая история

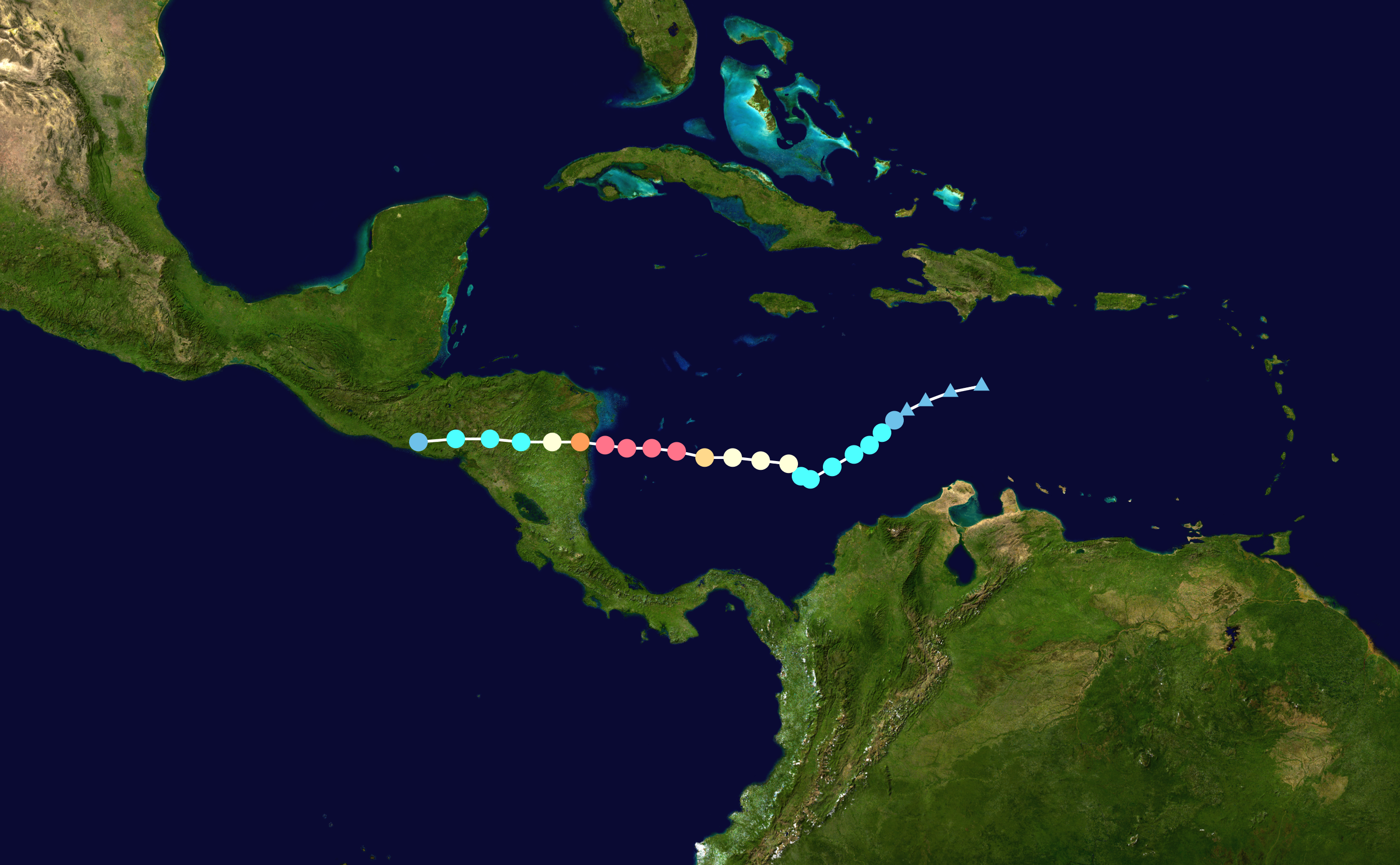
Карта с указанием курса и интенсивности шторма по шкале Саффира — Симпсона.

В 18:00 UTC 8 ноября Национальный ураганный центр (NHC) начал мониторить Карибское море на предмет тропической волны, которая, по прогнозам, войдёт в зону и потенциально станет зоной низкого атмосферного давления через несколько дней. Впоследствии волна вошла в восточную часть Карибского бассейна к 06:00 UTC 10 ноября и двинулась на запад в более благоприятную среду для развития. Поздно вечером 11 ноября волна начала становиться более организованной, и к 15:00 UTC 13 ноября она переросла в Тропическую депрессию номер тридцать один в южной части Карибского бассейна, что обошло 2005 год по количеству тропических депрессий, зарегистрированных за один сезон. Шесть часов спустя система превратилась в тропический шторм Йота. Из-за сдвига ветра и сухого воздуха Йота начала резко усиливаться над теплыми водами поздно вечером 14 ноября, когда конвекция начала охватывать центр шторма. В 06:00 UTC 15 ноября Йота достигла статуса урагана, а затем повысилась до Категории 2 в 00:00 UTC 16 ноября.

Обрушение урагана Йота на северо-восток Никарагуа 17 ноября

К 06:00 UTC 16 ноября охотники за ураганами обнаружили, что Йота превратилась в крупный ураган категории 3, что стало первым случаем, когда в ноябре были зарегистрированы два крупных урагана. Они также обнаружили сильную молнию с градом в юго-западном глазе Йоты, что крайне редко бывает для ураганов, учитывая высокие температуры, характерные для этих штормов. Спустя всего 40 минут, в 06:40 UTC, Йота достигла Категории 4. В 15:00 UTC Йота усилилась и превратилась в первый в сезоне ураган Категории 5 и одновременно достигла максимальной интенсивности с ветром 260 километров в час (160 миль/ч) и минимальным усреднённым давлением 917 мбар (687.81 мм рт. ст.). Это была последняя зарегистрированная дата, когда шторм перешёл в ураган 5-й категории в Атлантическом бассейне. Йота также является вторым зафиксированным в ноябре ураганом в Атлантике 5-й категории. После пика интенсивности давление Йоты несколько колебалось, прежде чем оно немного ослабло до урагана Категории 4 в 03:00 UTC 17 ноября, когда шторм начал взаимодействовать с сушей. В 03:40 UTC Йота вышла на берег вдоль северо-восточного побережья Никарагуа, недалеко от города Хауловер, с устойчивым ветром 250 километров в час (155 миль/ч) и усреднённым давлением 920 мбар (690.06 мм рт. ст.). Место выхода на берег Йоты находилось примерно в 25 километрах (15 милях) к югу от того места, где 3 ноября обрушился ураган Эта. Это также сделало Йоту самым сильным ураганом в истории наблюдений, обрушившимся на Никарагуа в ноябре.

## Последствия
Распространение болезней, от простуды и кожной сыпи до желудочно-кишечных заболеваний, стало гораздо более частым. Растут и другие показатели инфицирования, такие как лихорадка денге и COVID-19. Некоторые отказываются проходить тестирование на COVID из-за опасений, что им откажут в убежище из-за инфекции. Люди, нуждающиеся в лекарствах, не могли их получить.
По словам министра финансов Никарагуа Ивана Акосты, почти 44 000 домов пострадали полностью или частично, от двух ураганов стране нанесён ущерб 743 миллиона долларов. В Никарагуа было отключено электричество в общей сложности 160 233 домах и 47 638 семей потеряли водоснабжение. Никарагуанский институт электросвязи и почтовых услуг сообщил о потере телефонной связи в 35 общинах.
Другие регионы оказались менее подвергнуты последствиям урагана, вызвав локальные затопления и разрушения домов.